# Southern Airways
Southern Airways (im Außenauftritt verkürzt Southern) war eine amerikanische Regionalfluggesellschaft mit Hauptquartier auf dem Flughafen Atlanta.

## Geschichte

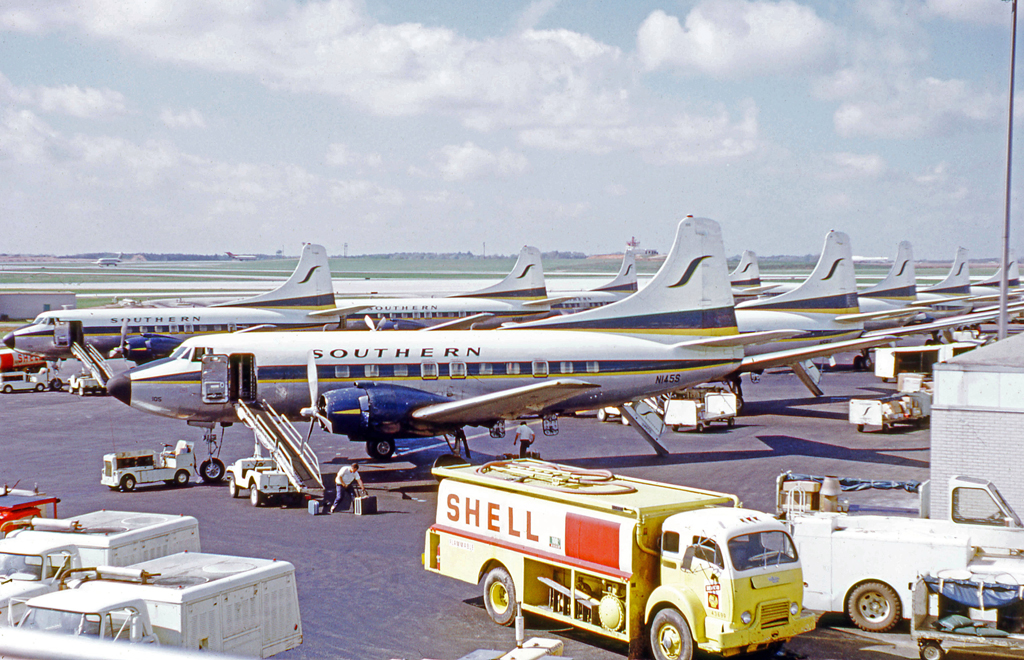
Southern Airways Martin 4-0-4 in ehemaliger Bemalung in Atlanta
(April 1972)

### 1943 – Gründung und erste Jahre
Southern Airways wurde im Juli 1943 von Frank Hulse gegründet, nahm den Flugbetrieb aber erst am 10. Juni 1949 auf. Anfänglich führte die damals in Birmingham (Alabama) ansässige Gesellschaft ausschließlich Gelegenheitsflüge (Ad-hoc-Charter) aus. Im Mai 1955 erhielt das Unternehmen eine dauerhafte Betriebsgenehmigung zur Aufnahme regionaler Liniendienste. Im Jahr 1959 flog die Gesellschaft mit einer Flotte von 13 Douglas DC-3 rund 30 Städte in den Bundesstaaten Alabama, Georgia, Florida, Louisiana, Mississippi, North Carolina, South Carolina und Tennessee an.
Bis zum Jahr 1965 wurde die Anzahl der angeflogenen Zielorte verdoppelt und der Geschäftssitz auf den Atlanta International Airport verlegt. Zu dieser Zeit bestand die Flotte aus 16 Douglas DC-3 und 20 Martin 4-0-4. Ein Jahr später bestellte die Gesellschaft ihre ersten drei Düsenflugzeuge des Typs Douglas DC-9-10. Anfang 1973 setzte Southern Airways 11 Douglas DC-9-10, 4 Douglas DC-9-30 und 17 Martin 4-0-4 ein. Im gleichen Jahr erwarb die Gesellschaft weitere 13 Douglas DC-9-10 von der Delta Air Lines.

### 1970er-Jahre – Schwierigkeiten
In den späten 1970er-Jahren kam Southern Airways in Schwierigkeiten. Zwei Zwischenfälle (Southern-Airways-Flug 932 und Southern-Airways-Flug 242) vernichteten die gute Sicherheitsbilanz der Fluggesellschaft. Bessere Autobahnen wie das Interstate-System und die zunehmende Bereitschaft der Passagiere, zu weiter entfernten Flughäfen zu fahren, schädigten Southern Airways. Die dramatischen Preiserhöhungen für Kerosin in den 1970er-Jahren machten die Routen schließlich nicht mehr rentabel.

### Ab 1979 – Fusionen
Am 26. April 1979 genehmigte die US-amerikanische Luftfahrtbehörde Civil Aeronautics Board (CAB) die Fusion von Southern Airways mit North Central Airlines zur Republic Airlines. Der Zusammenschluss wurde am 1. Juli 1979 vollzogen.
Republic Airlines kaufte Hughes Airwest, bevor sie selbst am 1. Oktober 1986 von Northwest Airlines aufgekauft wurde, die 2008 wiederum mit Delta Air Lines fusionierte.

## Flotte
- Douglas DC-3

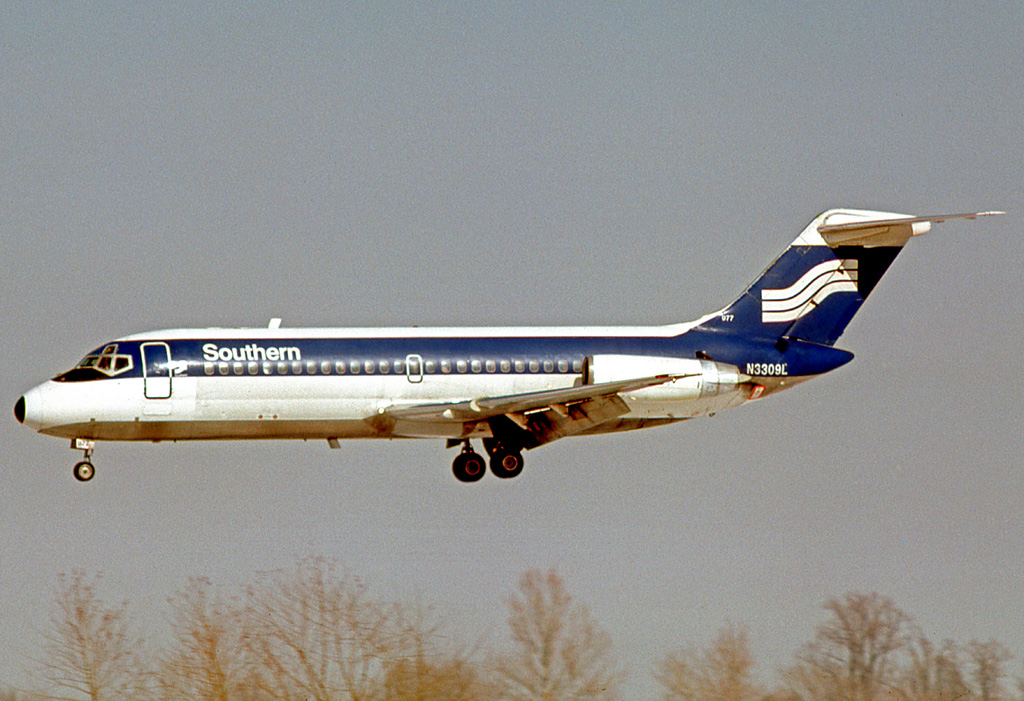
Southern Airways DC-9-14 in der letzten Bemalung in St. Louis
(Februar 1978)

- Douglas DC-9-14, DC-9-15, DC-9-15F, DC-9-31, DC-9-32F
- Fairchild Swearingen Metro
- Martin 4-0-4

## Zwischenfälle
- Am 1. Januar 1968 verunglückte eine Martin 4-0-4 der US-amerikanischen Southern Airways (Luftfahrzeugkennzeichen N251S) bei der Landung auf dem University-Oxford Airport in Oxford (Mississippi) (USA). Die Maschine, die sich auf einem Positionierungsflug befand, setzte noch vor dem Landebahnanfang auf, woraufhin das Fahrwerk zusammenbrach. Alle drei Besatzungsmitglieder überlebten. Das Flugzeug wurde irreparabel beschädigt.[7]

- Am 14. November 1970 wurde eine Douglas DC-9-31 der Southern Airways (N97S) kurz vor der Landung in Huntington (USA) wegen Unterschreitung der Entscheidungshöhe bei schlechter Sicht in einen Hügel geflogen. Bei diesem CFIT (Controlled flight into terrain) wurden alle 75 Insassen getötet, 71 Passagiere und 4 Besatzungsmitglieder.[8]

- Am 4. April 1977 musste eine DC-9-31 der Southern Airways (N1335U)  wegen Ausfalls beider Triebwerke während eines Gewitters auf einem Highway in Georgia notlanden. Während der Notlandung starben 62 Menschen an Bord des Flugzeuges und acht Menschen in einer Tankstelle, die von Trümmern des Flugzeuges getroffen wurde. Je eine Person am Boden und ein Passagier starben ein bzw. zwei Monate nach dem Unfall (siehe auch Southern-Airways-Flug 242).